# Аллан Нордберг
Аллан Нордберг (фар. Allan Norðberg; 25 березня 1994) — фарерський гандболіст. Виступає за ісландський гандбольний клуб «Акюрейрі» та національну збірну Фарерських островів. Раніше виступав за фарерський клуб StÍF.